# Amparo Alvajar
María del Amparo Alvajar López Jean, más conocida como Amparo Alvajar, (La Coruña, 11 de agosto de 1916 - Monçao, mayo de 1998) fue una periodista, dramaturga y escritora española, así como traductora para organizaciones internacionales del siglo XX.

## Trayectoria vital
Fue hija del político y periodista republicano César Alvajar y de Amparo López Jean, activista en la asociación de mujeres de la Segunda República. Fue hermana de Ana María Alvajar L. Jean, María Teresa Alvajar López y Javier Alvajar López. Sobresalió desde muy joven en las actividades musicales e intelectuales. Estudió comercio en La Coruña.
En la Segunda República, trabajó en La Coruña y fue secretaria de Casares Quiroga. Con la victoria del Frente Popular, marchó a Madrid para trabajar en los Servicios Secretos del Ministerio del Interior bajo la dirección de Casares Quiroga. Después del Golpe de Estado del 18 de julio de 1936,  se fue a Valencia donde se casó con Arturo Cuadrado. Más tarde, se trasladó con el gobierno a Barcelona donde nació su única hija, Silvia, que murió al poco de nacer a causa de una neumonía.  Marchó al exilio a Francia, viajando de Burdeos a Buenos Aires. 
Alvajar vivió en Argentina desde 1955, donde publicó artículos y ensayos sobre teatro y Galicia, al tiempo que hacía traducciones al castellano, mayoritariamente de autores franceses (como Diderot, Flaubert o Bollard), pero también italianos, ingleses y portugueses. Consiguió así un reconocimiento como “mejor traductora de Hispanoamérica”. También publicó las comedias dramáticas Amada y Tu y Un balcón para los Lester. Volvió a casarse con un abogado argentino con quien se trasladó a México. Años más tarde, fue a Nueva York, donde trabajó como traductora en las Naciones Unidas. Fue la primera mujer gallega traductora en esta institución internacional. Después, vivió en París, donde trabajó como traductora del Correo de la UNESCO,  siendo también ella la primera gallega.
En 1961, fue la directora del equipo de traducción de la Organización Internacional del Trabajo (OIT) en Ginebra (ciudad con una fuerte presencia teatral, dirigiendo obras de Lope de Vega, Moratín, Buero Vallejo o García Lorca, así como crítica de teatro), y también traductora en la Comisión de Desarme, el Organismo Internacional de Energía Atómica y durante la Conferencia de Seguridad Europea.  Se retiró a Monção donde murió en mayo de 1998. 
Vivir en el exilio, así como cambiar de residencia buena parte de su vida, no le impidió tener correspondencia con Carmen Muñoz y su marido, Rafael Dieste, así como con su propia hermana, Ana María Alvajar L. Jean, quien escribió Ediciós do Castro, las memorias de Ana María en las que recogía las cartas que se enviaban las dos hermanas.

## Obra
En Buenos Aires, representó dos obras, El balcón de los Lester y Amada y tú, escritas en castellano, en colaboración con Agustín Caballero. Amada y tú consta de tres actos que transcurren en una vieja casa donde tres hombres se enamoran del fantasma de una adolescente.
En Ginebra, dirigió obras de Lope de Vega, El mejor alcalde, el rey, de Antonio Buero Vallejo, Las cartas boca abajo o de Leandro Fernández de Moratín, El sí de las niñas.

## Reconocimientos
En 1961, Alvajar fue nombrada Caballero de la Orden de la República Española, razón por la que se le llamaba “Caballero”.